# Рыбасово (Кривой Рог)
Рыбасово (укр. Рибасове, нем. Rybassowo) — исторический район в городе Кривой Рог Днепропетровской области.

## История
Возникло в середине 19 века как владельческая деревня на землях поручика Дмитрия Рыбасова, которые он получил в награду за боевые заслуги и верную службу, всего — 1790 гектаров. Находилось в административном подчинении Весёлотерновской волости Верхнеднепровского уезда Екатеринославской губернии. Вначале называлась по имени владельца деревни — Дмитровка, потом Петровка. В первое время существования представляло собой улицу глинобитных домов, жители которых работали на господской земле.
Относилось к приходу Вечернекутской церкви.
С началом промышленной добычи железных руд Криворожья, большинство малоземельных крестьян начало работать на рудниках Кривого Рога — Александровском, Новороссийском, Ростковском, нанимались на строительство Саксаганской ветки Екатерининской железной дороги. В это время происходит быстрый рост населения Рыбасово. Со временем превратилось в рабочий посёлок рудника имени Кагановича.

## Характеристика
Жилой массив частного сектора в северо-восточной части Покровского района Кривого Рога, расположенный на левом берегу Крэсовского водохранилища реки Саксагань. На юге Рыбасово граничит со 129-м кварталом, на западе — с Прудами, на северо-западе — с Двадцатым, на севере — с Шахтёрским парком. Рыбасово имеет 13 улиц частного сектора, где проживает более 14 000 человек.

### Улицы
- ул. Белостоцкого;
- Бугский пер.;
- ул. Василия Жуковского;
- ул. Верещагина;
- Гвардейская ул.;
- ул. Грибоедова;
- Оболоновская ул.;
- Приречная ул.;
- Рыбасовская ул.;
- Рыболовная ул.;
- Сибирская ул.;
- Узловая ул.;
- Хорезмская ул.;
- Оболоновская ул.